# Oskar Eichhorn
Oskar Eichhorn (* 12. Februar 1862 in Großfurra; † 31. Mai 1936 in Berlin) war ein deutscher Kriegsschiffsbauer und Hochschullehrer.

## Leben und Werk
Er war der Sohn des Landwirts Christian Eichhorn und dessen Ehefrau Aminda geborene Gaßmann aus Großfurra in der preußischen Provinz Sachsen. Er wuchs auf dem elterlichen landwirtschaftlichen Gut auf und besuchte nach der Volksschule die in der benachbarten schwarzburgischen Stadt Sondershausen gelegene Realschule. Danach studierte Oskar Eichhorn an den Technischen Hochschulen in Karlsruhe und Berlin. Seine erste Anstellung erhielt er 1888 bei Joseph L. Meyer in Papenburg. Im Februar 1889 wurde Oskar Eichhorn höherer Baubeamter bei der Kaiserlichen Marine. Hier wurde er am 4. Januar 1908 Geheimer Marinebaurat und Direktor. In dieser Zeit gab er ab April 1909 Lehrveranstaltungen für Kriegsschiffbau an der Technischen Hochschule in Danzig. 1932 wurde er dort zum ordentlichen Honorarprofessor ernannt. Im November 1919 schied er als Geheimer Marinebaurat und Schiffsbaudirekter aus dem aktiven Beamtendienst aus und widmete sich beruflich nur noch seiner Lehrtätigkeit an der Hochschule.
Er war auch Oberleutnant der Seewehr.
Oskar Eichhorn war Mitglied der Schiffsbautechnischen Gesellschaft.

## Familie
Oskar Eichhorn heiratete 1893 in Oldenburg Anna Schwencke. Aus der gemeinsamen Ehe gingen die Töchter Anna (* 1895) und Hedwig (* 1901) hervor. Die Familie lebte in Danzig-Langfuhr, Adolf-Hitler-Straße 29.

## Ehrungen
- Kriegs-Orden, II. Klasse
- Ritter des Albrechts-Ordens, III. Klasse
- Schwarzburgisches Ehrenkreuz, I. Klasse
- Bayerischer St. Michaels-Orden, IV. Klasse